# Tomasz I (biskup wrocławski)
Tomasz I (zm. 30 maja 1268) – biskup wrocławski w latach 1232–1268.

## Życiorys
Tomasz I pochodził z rodu Rawiczów. Jego ojciec Przybysław był kasztelanem w Sądowelu i panem na Powidzku. Jego wuj Piotr (zm. 1240) był prepozytem kapituły katedralnej. Tomasz I studiował zapewne we Włoszech zdobywając tytuł doktora dekretów. Dzięki protekcji wuja wszedł do kapituły katedralnej. Pełnił także funkcję kanclerza księcia Henryka Brodatego. W 1232 został wybrany na biskupa wrocławskiego. Od 1235 toczył spór z księciem Henrykiem Brodatym o immunitet dla dóbr kościelnych. 
W październiku 1256 został pojmany w Górce przez wnuka Henryka, księcia Bolesława Rogatkę i uwięziony na  zamku Wleń, a następnie w Legnicy.  Konflikt zakończył się dopiero w 1261. Wówczas Rogatka zwolnił majątki kościelne od podatków skarbowych wynikających z prawa książęcego. Tomasz I prowadził także intensywną działalność osadniczą na ziemi nysko-otmuchowskiej. Należał do komisji prowadzącej przewód kanonizacyjny biskupa krakowskiego Stanisława zakończony w 1253 kanonizacją. Uzyskał dla katedry wrocławskiej relikwię jego ramienia. W 1244 rozpoczął budowę nowej katedry. Został pochowany w jej prezbiterium.